# Dolichopus brevicauda
Dolichopus brevicauda är en tvåvingeart som beskrevs av Van Duzee 1921. Dolichopus brevicauda ingår i släktet Dolichopus och familjen styltflugor.
Artens utbredningsområde är New Hampshire. Inga underarter finns listade i Catalogue of Life.